# Серхетли
Серхетли (Моргуновский, Моргуновка) — посёлок в Серхетабадском этрапе на юге Марыйского велаята Туркменистана, на реке Кушка в 4 км к востоку от города Серхетабад.

## История
Основан в 1892 году переселенцами из Волчанского уезда Харьковской губернии под названием Алексеевский. Название посёлку дано  в честь первого начальника Закаспийской области генерал-адъютанта А.Н.Куропаткина. В 1910 году население составляло 499 человек. В 1930-е годы  переименован в посёлок Моргуновский в честь большевика Г.С.Моргунова, служившего механиком на радиостанции в Кушкинской крепости, ставшего после революции 1917 года первым комиссаром крепости. В 2009 году переименован в Серхетли.
Вербовкой переселенцев и их переселением в Туркестан занималась специальная комиссия. Среди переселенцев были и сектанты. Переселенцы освобождались от службы в армии, не платили налоги, получали подъёмные от государства и бесплатный земельный надел на новом месте. Переселенцы участвовали в строительстве крепости Кушка, получали хороший доход поставляя гарнизону крепости провиант по твёрдым закупочным ценам.
В 1980-е годы на территории посёлка находился военный аэродром и склад авиационных боеприпасов.

## Население
В посёлке изначально проживали русские и украинцы. Жители села занимались в основном овощеводством и садоводством . После создания в 1970 году  каракулеводческого совхоза "Пограничник" в посёлке стали проживать и туркмены, получившие от совхоза бесплатное жильё или разрешение на строительство и жительство .